# Athetis moltrechti
Athetis moltrechti är en fjärilsart som beskrevs av Bang-haas 1927. Athetis moltrechti ingår i släktet Athetis och familjen nattflyn. Inga underarter finns listade i Catalogue of Life.